# Clorato de amônio
Clorato de amônio é o composto químico de fórmula NH4ClO3, é obtido por neutralização do ácido clórico com amônia ou carbonato de amônio, ou por reagir cloratos de bário, estrôncio ou cálcio com carbonato ou sulfato de amônio, produzindo o respectivo precipitado de carbonato ou sulfato e solução de clorato de amônio.